# 미국 수정 헌법 제12조
미국 수정 헌법 제12조(Twelfth Amendment to the United States Constitution 또는 Amendment XII)는 미국 헌법 제2조 제1항, 제3항을 대체하여 대선을 규정한 것이다. 헌법의 초기 조건에서는 선거인단 각자가 2표를 대통령 후보에게 투표하여 과반수를 얻은 사람이 대통령으로, 그 다음 표를 얻은 사람이 부통령이 되었다. 이 방식의 단점은 1796년과 1800년 대선에서 노출되었다. 수정 제12조는 1803년 12월 9일에 미국 의회에 의해 상정되어, 1804년 6월 15일에 필요한 수의 주에 의해 비준되었다. 선거인단이 2표를 갖는 것은 같지만, 대통령과 부통령에 각각 1표씩을 투표하게 되었다.

## 대통령과 부통령 선거
미국 헌법 제2조 제1항, 제3항에서는 각 선거인단이 두 투표를 행사할 수 있게 되어 있었다. 각 선거인단은 2 표 모두 선거인단과 동일한 주의 후보에게 투표를 할 수 없었다. 당선을 위해서는 선거인단 투표의 과반수(50% 이상)를 얻어야했는데, 당시 교통 및 통신의 제약 상 다른 지역의 후보에 대한 정보가 부족해 대부분 선거인단 소속 주의 후보에 투표하게 되어 과반을 넘는 후보가 나오기 어려웠기 때문이다.
선거인 투표의 과반수를 얻은 사람이 1명 이상 있어야 하며, 그 득표 수가 같을 경우는 미국 하원이 이 후보자 중에서 선택하게 했다. 만약 아무도 과반수를 얻지 못하면 하원은 선거인 투표의 상위 5명 중에서 선택하는 것으로 되어 있었다. 부통령의 선출은 더 간단한 방법이었다. 대통령에 이어 최고 득표를 한 사람이 부통령이 되었다. 대통령과 달리 부통령은 선거인 투표의 과반수를 얻을 필요가 없었다. 많은 후보자 중에서 차점자가 2명 이상일 경우, 미국 상원이 그 중에서 1명을 부통령으로 선택하게 되었다. 각 상원 의원은 1표씩을 던질 수 있었다. 원래 헌법의 방식은 후보자의 표가 같을 경우 현직 부통령(상원 의장을 겸하는)이 마지막 한 표를 행사할 수 있는지 여부에 대한 규정이 없었다.
1800년 미국 대통령 선거에서 당초 방식의 결함이 노출되었고, 만약 선거인단이 각 당의 공천자에게 투표를 하면, 가장 많은 표를 모은 자 2명이 동수된다는 것이었다. 하원에서 대통령을 선택하기 위하여 여러 번 투표를 거듭된다는 것도 보여 주었다.

## 참고 문헌
- Constitution of the United States.
- Ellis, E. S. (1903). Thomas Jefferson: A Character Sketch.
- Office of the Federal Register. (2004). "U. S. Electoral College."